# Les bruixes

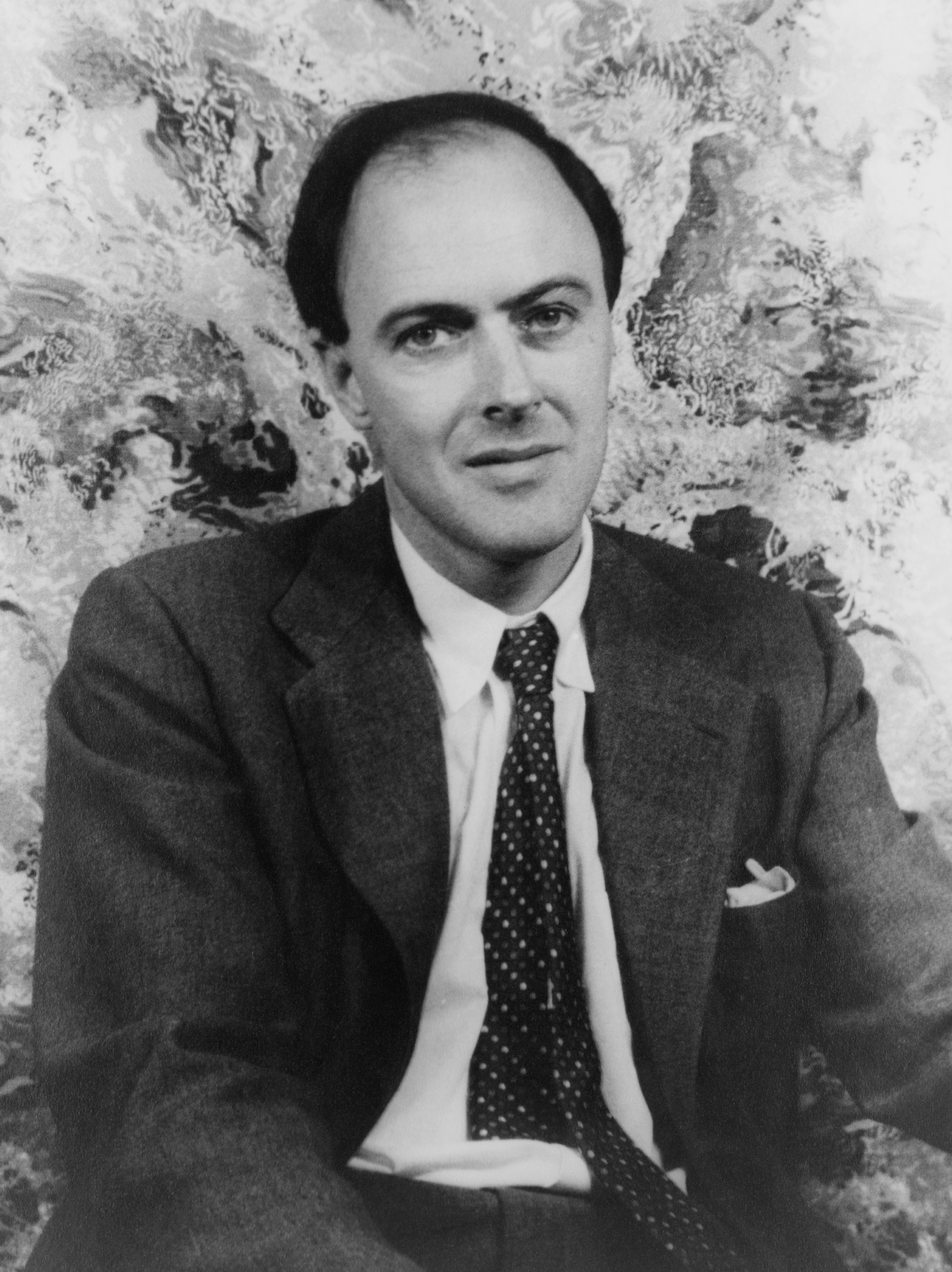
Roald Dahl, autor del llibre.

Les bruixes (títol original en anglès The Witches) és una novel·la infantil escrita per Roald Dahl, un dels autors clàssics de literatura infantil i juvenil. Quentin Blake en va crear les il·lustracions i la portada originals. Va ser publicat el 1983 a Londres per Jonathan Cape i adaptada posteriorment al cinema (1990) per Nicolas Roeg i protagonitzada per Anjelica Huston.

## Sinopsi
Les Bruixes narra la història d'un nen de 7 anys que, amb l'ajuda de la seva àvia, s'enfronta a la terrible associació de bruixes d'Anglaterra que estan guiades per la seva maligna Reina. El problema que exposa el llibre rau en el fet que aquestes bruixes no són les típiques que apareixen en els contes tradicionals, sinó que són unes dones corrents que es vesteixen amb robes corrents i porten una vida corrent, com una persona normal.

## Personatges
- El nen: és el personatge principal del llibre. Té set anys i és anglès d'ascendència noruega. Ha d'anar a viure a Oslo, Noruega, amb la seva àvia, a la que afirma que s'estima gairebé més que a la seva mare, quan moren els seus pares. Amb ella, descobreix que les bruixes existeixen i com pot identificar-les. Així, mentre fa el trapella per l'hotel on s'allotja amb la seva àvia, s'adona que s'ha ficat en un bon embolic.
- L'àvia: sap explicar històries d'una forma meravellosa. És molt vella, imponent i arrugada, i acostuma a fumar cigars llargs, negres i molt pudents asseguda a la seva butaca. És una experta en bruixes, i, com tots els noruecs, les coneix bé.
- Pares: eren noruecs, però vivien i treballaven a Anglaterra. Moren en un accident de tràfic.
- La Reina de les Bruixes: és la bruixa més sàvia i poderosa de totes, i també la més lletja. Només escoltant la seva veu ja se'n pot endevinar com n'és de terrible. Odia els nens, igual que la resta de bruixes.
- Bruno Jenkins: nen molt golafre que s'allotja amb els seus pares al mateix hotel que el nen protagonista.